# César-Guillaume de La Luzerne
César-Guillaume de La Luzerne (Parigi, 7 luglio 1738 – Parigi, 21 giugno 1821) è stato un cardinale e vescovo cattolico francese.

## Biografia
Nacque a Parigi il 7 luglio 1738.
Papa Pio VII lo elevò al rango di cardinale nel concistoro del 28 luglio 1817.
Morì il 21 giugno 1821 all'età di 83 anni.

## Genealogia episcopale e successione apostolica
La genealogia episcopale è:
- Cardinale Guillaume d'Estouteville, O.S.B.Clun.
- Papa Sisto IV
- Papa Giulio II
- Cardinale Raffaele Sansone Riario
- Papa Leone X
- Papa Paolo III
- Cardinale Francesco Pisani
- Cardinale Alfonso Gesualdo di Conza
- Papa Clemente VIII
- Cardinale Pietro Aldobrandini
- Cardinale Laudivio Zacchia
- Cardinale Antonio Barberini, O.F.M.Cap.
- Cardinale Nicolò Guidi di Bagno
- Arcivescovo François de Harlay de Champvallon
- Cardinale Louis-Antoine de Noailles
- Vescovo Jean-François Salgues de Valderies de Lescure
- Arcivescovo Louis-Jacques Chapt de Rastignac
- Arcivescovo Christophe de Beaumont du Repaire
- Cardinale César-Guillaume de la Luzerne

La successione apostolica è:
- Arcivescovo Gabriel Cortois de Pressigny (1786)